# بوته‌مرغ پرسروصدا
بوته‌مرغ پرسروصدا یا بوته‌مرغ پرخروش (نام علمی: Atrichornis clamosus) نام یک گونه از راسته گنجشک‌سانان است.